# メディアクリエイト
株式会社メディアクリエイトは、デジタルエンタテインメント産業を専門とする民間シンクタンクである。テレビゲームの販売本数などの市場データ調査や、コンサルティング業務などを行っている。ゲーム産業にフォーカスした調査会社としては業界最古参とも言われる。